# Asthenes arequipae
Az Asthenes arequipae a madarak (Aves) osztályának verébalakúak (Passeriformes) rendjébe és a fazekasmadár-félék (Furnariidae) családjába tartozó faj.

## Rendszerezése
A fajt Philip Lutley Sclater és Osbert Salvin írták le 1869-ben, a Synallaxis nembe Synallaxis arequipae néven. Egyes szervezetek szerint az Asthenes dorbignyi alfaja Asthenes dorbignyi arequipae néven.

## Előfordulása
Dél-Amerikában, az Andokban, Bolívia, Chile és Peru területen honos. Természetes élőhelyei a szubtrópusi és trópusi magaslati cserjések. Állandó, nem vonuló faj.

## Megjelenése
Testhossza 15–17 centiméter, testtömege 18-22 gramm.

## Életmódja
Táplálkozásáról kevés az információ, valószínűleg rovarokat és vetőmagokat fogyaszt.

## Természetvédelmi helyzete
Az elterjedési területe nagyon nagy, egyedszáma viszont csökken, de még nem éri el a kritikus szintet. A Természetvédelmi Világszövetség Vörös listáján nem fenyegetett fajként szerepel.